# Trite grayi
Trite grayi es una especie de araña saltarina del género Trite, familia Salticidae. Fue descrita científicamente por Richardson en 2016.
Habita en Australia (isla Lord Howe).